# Neoechinorhynchus zacconis
Neoechinorhynchus zacconis är en hakmaskart som beskrevs av Yamaguti 1935. Neoechinorhynchus zacconis ingår i släktet Neoechinorhynchus och familjen Neoechinorhynchidae. Inga underarter finns listade i Catalogue of Life.